# Rick Kavanian

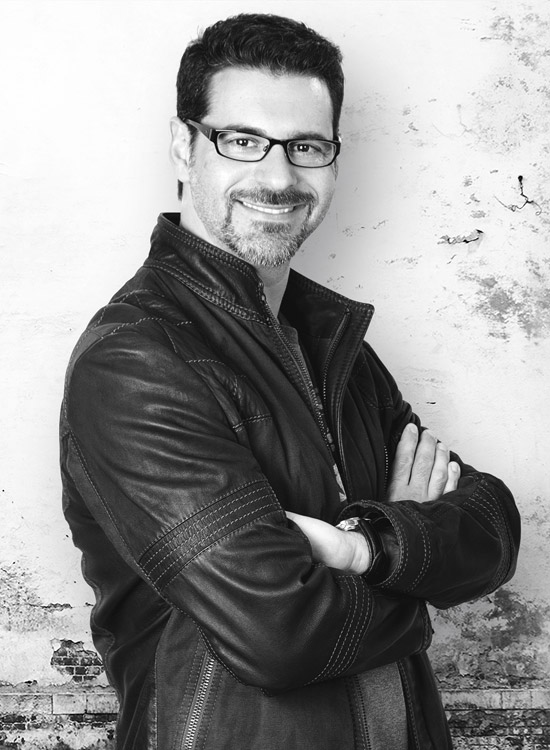
Rick Kavanian (2015)

Richard Horatio „Rick“ Kavanian (* 26. Januar 1971 in München) ist ein deutscher Schauspieler, Komiker und Synchronsprecher. Bekannt wurde er vor allem durch die Bullyparade, in der er zusammen mit Michael „Bully“ Herbig und Christian Tramitz auftrat.

## Leben
Rick Kavanian wuchs bei seinen Eltern, einem armenischen Einwandererpaar aus Bukarest, und bei seiner Großmutter in München auf. Er besuchte das Luitpold-Gymnasium München. Von 1990 bis 1994 studierte er insgesamt neun Semester Politikwissenschaft, Nordamerikanische Kulturgeschichte und Psychologie in München und Augsburg.
Seine Zusammenarbeit mit Michael Herbig begann 1990. Kavanian und Herbig waren für die Radioshow Langemann und die Morgencrew beim Münchner Radiosender Radio Gong 96.3 als Autoren und auch am Mikrofon tätig. Nachdem Kavanian 1995 bis 1996 in New York am Lee Strasberg Theatre Institute Schauspiel studiert hatte, arbeitete er ab 1996 zusammen mit Herbig für die ProSieben-Sendung Easy Bully und 1997 für die wöchentlich ausgestrahlte Radioshow Bullys Late Light Show und die Bullyparade. Ab September 2006 bis Mitte 2009 tourte er mit seinem ersten eigenen Comedyprogramm Kosmopilot durch Deutschland, Österreich und die Schweiz. Ab Herbst 2009 war er mit seinem neuen Programm Ipanema auf Tour. Ab Januar 2011 war Rick Kavanian neben Monika Gruber und Bruno Jonas Mitglied des Teams von Die Klugscheißer, einer monatlichen Satireshow des Bayerischen Fernsehens und Das Erste. Ab September 2012 war er mit seinen Bühnenprogrammen „Egostrip“, „Dollbohrer“ und „Offroad“ in Deutschland und Österreich unterwegs. Er hatte außerdem eine wöchentliche Radiocomedy in Bayern 3. Rick Kavanian lieh zahlreichen Filmfiguren seine Stimme als Synchronsprecher. 2013 erhielt er für die Stimme des „Ritter Rost“ im Animationsfilm Ritter Rost – Eisenhart und voll verbeult den Deutschen Animations-Sprecherpreis beim Trickfilmfestival Stuttgart.
Er spricht vier Sprachen: Armenisch, Rumänisch, Deutsch und Englisch.
Im Sommer 2016 agierte er bei den Dreharbeiten für Bullyparade – Der Film in verschiedenen Rollen. Die Komödie lief zum zwanzigsten Geburtstag der Sketchshow am 17. August 2017 in den Kinos an. Erneut spielt er neben Michael Herbig und Christian Tramitz. Der Film errang in der ersten Woche Platz eins der Kinocharts.
2021 war Kavanian Teilnehmer der Comedy-Gameshow LOL: Last One Laughing, bei der Michael Bully Herbig als Gastgeber fungierte.
Im Herbst 2022 nahm Kavanian im Kostüm des „Rosty“ an der siebten Staffel der ProSieben-Show The Masked Singer teil und belegte den dritten Platz.

### Privates
Kavanian lebt mit seiner Frau Ilka, die er nach drei Jahren Beziehung im August 2005 geheiratet hat, im Münchener Stadtteil Trudering. Kavanians Eltern leben seit 1997 in New York. Als sein persönliches Vorbild bezeichnet er den britischen Filmschauspieler und wandlungsfähigen Komiker Peter Sellers.

## Filmografie

### Schauspieler
- 2001: Der Schuh des Manitu
- 2002: Feuer, Eis & Dosenbier
- 2002: Erkan & Stefan gegen die Mächte der Finsternis
- 2004: (T)Raumschiff Surprise – Periode 1
- 2006: Hui Buh – Das Schlossgespenst
- 2007: Lissi und der wilde Kaiser
- 2007: Keinohrhasen
- 2008: 1½ Ritter – Auf der Suche nach der hinreißenden Herzelinde
- 2009: Mord ist mein Geschäft, Liebling
- 2010: Otto’s Eleven
- 2013: Buddy
- 2014: Von einem, der auszog, das Fürchten zu lernen
- 2017: Bullyparade – Der Film
- 2017: High Society
- 2018: Jim Knopf und Lukas der Lokomotivführer
- 2020: Die Wolf-Gäng
- 2020: Jim Knopf und die Wilde 13
- 2021: Der Boandlkramer und die ewige Liebe
- 2021: Beckenrand Sheriff
- 2022: Die Geschichte der Menschheit – leicht gekürzt
- 2022: Liebesdings
- 2022: Hui Buh und das Hexenschloss
- 2022: Die Schule der magischen Tiere 2
- 2023: Club Las Piranjas (Fernsehserie)
- 2024: Die Schule der magischen Tiere 3
- 2025: Zweigstelle
- 2025: Das Kanu des Manitu

### Synchronsprecher
- 1999: Austin Powers – Spion in geheimer Missionarsstellung (deutsche Stimme von Mike Myers als Austin Powers)
- 2000: Happy, Texas (deutsche Stimme von Steve Zahn)
- 2000: South Park: Der Film – größer, länger, ungeschnitten (deutsche Stimme von Terrance (im Original Trey Parker))
- 2002: Austin Powers in Goldständer (deutsche Stimme von Mike Myers als Austin Powers, Dr. Evil, Goldständer und Fieser Fettsack)
- 2002: Party Animals – Wilder geht’s nicht! (deutsche Stimme von Kal Penn als Taj Mahal Badalandabad)
- 2004: Harold & Kumar (deutsche Stimme von Kal Penn als Kumar)
- 2004: Isnogud – Der bitterböse Großwesir (deutsche Stimme von Isnogud)
- 2005: Felix – Ein Hase auf Weltreise (Stimme vom Poltergeist und von Nessie)
- 2005: Madagascar (deutsche Stimme von Zebra Marty (im Original Chris Rock))
- 2006: Cars (deutsche Stimme von Luigi)
- 2006: Happy Feet (deutsche Stimme von Ramon)
- 2006: Das hässliche Entlein & ich (deutsche Stimme von Ratso)
- 2007: Lissi und der wilde Kaiser (Stimme von König Bussi von Bayern, des Feldmarschalls, Schwaiger, des Kunstgärtners Jacques, einer der Spanischen Fliegen, Gerd Rubenbauer und einigen weiteren)
- 2007: Triff die Robinsons (Onkel Fritz/Tante Petunia/Spike/Dimitri)
- 2008: Kleiner Dodo (Stimme des Krokodils Arnold)
- 2008: Der Love Guru (deutsche Stimme von Mike Myers)
- 2008: Madagascar 2 (deutsche Stimme von Zebra Marty)
- 2010: Toy Story 3 (deutsche Stimme von Dinosaurier Rex)
- 2010: Fayzal der Krebsfänger (Verrückte Krebse)
- 2011: Le Mac – Doppelt knallt’s besser
- 2011: Willkommen im Süden
- 2011: Cars 2 (deutsche Stimme von Luigi)
- 2011: Happy Feet 2 (deutsche Stimme von Ramon)
- 2012: Madagascar 3: Flucht durch Europa (deutsche Stimme von Zebra Marty)
- 2012: Hotel Transsilvanien (deutsche Stimme von Dracula)
- 2012: Partysaurus Rex (deutsche Stimme von Dinosaurier Rex)
- 2013: Keinohrhase und Zweiohrküken (deutsche Stimme der Hasen)
- 2013: Ritter Rost – Eisenhart und voll verbeult (Stimme von Ritter Rost)
- 2014: Free Birds – Esst uns an einem anderen Tag (deutsche Stimme von Reggie)
- 2015: Hotel Transsilvanien 2 (deutsche Stimme von Dracula)
- 2015: Spy – Susan Cooper Undercover (deutsche Stimme von Peter Serafinowicz als Agent Aldo)
- 2017: Die Schlümpfe – Das verlorene Dorf (deutsche Stimme von Hefty)
- 2017: Cars 3: Evolution (deutsche Stimme von Tony Shalhoub als Luigi)
- 2017: Why Him? (Deutsche Stimme von Keegan-Michael Key als Gustavo)
- 2018: Hotel Transsilvanien 3 – Ein Monster Urlaub (deutsche Stimme von Dracula)
- 2018: Tabaluga – der Film (deutsche Stimme von Eisbär Limbo)
- 2019: A Toy Story: Alles hört auf kein Kommando (deutsche Stimme von Dinosaurier Rex)
- 2020: Drachenreiter (deutsche Stimme von Nesselbrand)
- 2022: Hotel Transsilvanien 4 – Eine Monster Verwandlung (deutsche Stimme von Dracula)

### Fernsehen
- 1996: Easy Bully (Darsteller)
- 1997–2002: Bullyparade (Autor und Darsteller)
- 2004–2006: Bully & Rick (Autor und Darsteller)
- 2008–2009: Kosmopilot (Autor und Darsteller)
- 2011–2014: Die Klugscheißer (Bayerischer Rundfunk)
- 2011: Grünwald Freitagscomedy (Bayerischer Rundfunk)
- 2013: Bully macht Buddy (Darsteller)
- 2017: Abi ’97 – gefühlt wie damals (Darsteller)
- 2021: LOL: Last One Laughing
- 2022: Schlag den Star (Kandidat gegen Michael „Bully“ Herbig)
- 2022: Tage, die es nicht gab (Fernsehserie, ORF)
- 2022: The Masked Singer (Fernsehserie, ProSieben)
- 2023: Club Las Piranjas (Fernsehserie, RTL)

### Gastauftritte
- 2018, 2022, 2024, 2025: Wer weiß denn sowas?

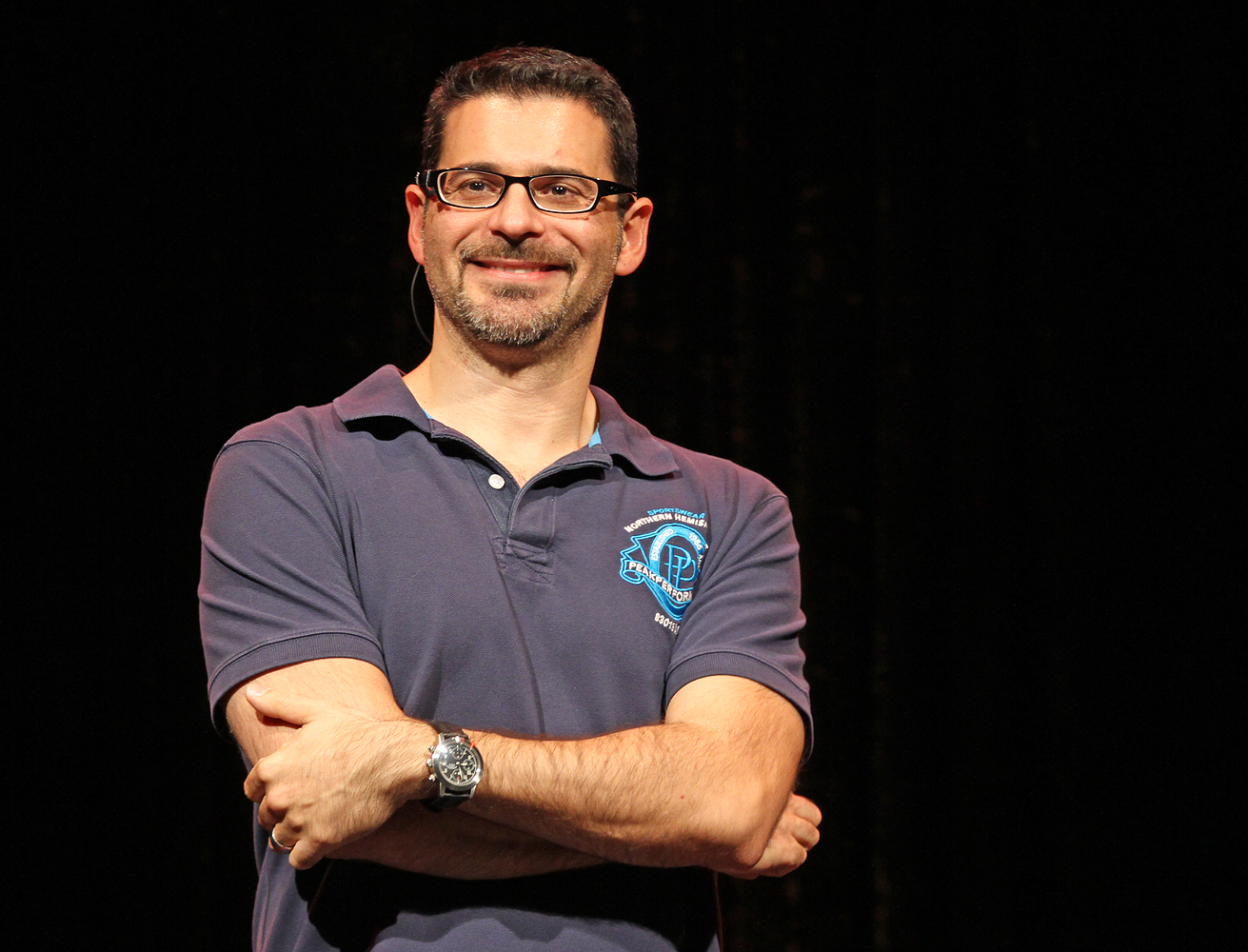
Rick Kavanian auf der Bühne mit IPANEMA, Comödie Fürth, 2011

## Bühnenprogramme
- bis 2009: Kosmopilot
- ab 09/2010: Ipanema (Kernplot: Drei Freunde stranden auf dem Weg nach Rio bereits auf dem Münchner Flughafen. Kavanian spricht rund 20 verschiedene Einzelrollen)
- ab 09/2012: Egostrip (Rick steht vor Gericht, weiß aber nicht wieso. Während der Verhandlung tauchen sowohl altbekannte als auch neue Figuren auf – alle von Kavianian selbst gesprochen und gespielt)

### Veröffentlichungen
- 2009: Kosmopilot (DVD)
- 2010: Ipanema (Live) – Exclusiv auf iTunes